# 커즈레인
커즈레인은 대한민국의 인디 록밴드이다. 2016년 디지털 싱글 앨범 [Abandoned Dog]로 데뷔했다.

## 방송
- 그레이트 서울 인베이전 (2022) - Top45